# Xenonectriella subimperspicua
Xenonectriella subimperspicua is korstmosparasiet die behoort tot de familie Nectriaceae. Het parasiteert op Parmelia, Physcia, Punctelia en Parmotrema. In Nederland is het bekend van blauwgrijs steenschildmos (Parmelia saxatilis). 

## Taxonomie
De schimmel werd voor het eerst formeel beschreven door Carlo Luigi Spegazzini in 1898 als soort binnen het geslacht Nectria. Spegazzini verzamelde het type-exemplaar uit Zuid-Amerika, waar het groeide op Punctelia constantimontium. In 1984 stelde Rolf Santesson voor om het taxon over te brengen naar het geslacht Nectriella. Rosalind Lowen bracht het en verschillende andere lichenicole soorten in 1990 over naar Pronectria. Ten slotte heeft Javier Etayo de soort in 2017 overgebracht naar het geslacht Xenonectriella, waardoor het de binominale naam kreeg waaronder het anno 2024 bekend staat.

## Herkennening
Een van de gastheren is Punctelia borreri. Infectie door X. subimperspicua creëert verkleurde of gebleekte gebieden op het thallus van de gastheer; de perithecia van de schimmel worden dan gemakkelijker zichtbaar. Er zijn twee varianten van Xenonectriella subimperspicua var. subimperspicua parasiteert voornamelijk Parmelia en Punctelia, maar is ook waargenomen op Physcia, terwijl var. degenerans parasiteert Parmotrema.

## Verspreiding
In Nederland komt Xenonectriella subimperspicua zeer zeldzaam voor.